# Pseudaneitea multistriata
Pseudaneitea multistriata är en snäckart som beskrevs av Burton 1963. Pseudaneitea multistriata ingår i släktet Pseudaneitea och familjen Athoracophoridae. Inga underarter finns listade i Catalogue of Life.